# Chiller (телеканал)
Chiller (стилизованно как chiller) — бывший американский кабельный телевизионный канал, принадлежавший компании NBCUniversal. Chiller специализировался на показе телепрограмм в жанрах хоррора, триллера и саспенса.
Также, в 2011 году была основана кинокомпания Chiller Films, которая занималась созданием фильмов ужасов специально для Chiller.
По состоянию на февраль 2015 года 38 820 000 американских домохозяйств (33,4 % домохозяйств с телевизорами) просматривали Chiller, хотя позже несколько кабельных операторов отказались от его трансляции из-за истечения срока действия соглашений о предоставлении услуг.
Chiller полностью прекратил своё вещание 31 декабря 2017 года.

## История

### Вещание(2007—2016)
12 января 2007 года компания NBCUniversal объвила о том, что 1 марта того же года в эфир будет запущен телеканал Chiller — телеканал, полностью сосредоточенный на фильмах и сериалах в жанре ужасов. Также, компания заявила, что на Chiller будет транслироваться не только оригинальный контент, но и контент конкурирующих киностудий — Warner Bros. Pictures, Sony Pictures, 20th Century Fox и Lionsgate.
Chiller начал своё вещание утром 1 марта 2007 года. Первой программой, показанной на Chiller, стал сериал «Альфред Хичкок представляет».
30 июля 2014 года Chiller объединил своё вещание со своим бывшим конкурентом — Fearnet, видеосервисом, который также был запущен NBCUniversal в 2006 году.
4 марта 2016 года в эфир вышел первый и единственный оригинальный сериал Chiller — «Слэшер».

### Закрытие(2017)
После того, как в 2017 году некоторые телеканалы NBCUniversal начали прекращать свою деятельность (Cloo, Esquire Network), судьба Chiller также оказалась под угрозой.
1 февраля 2017 года (в тот же день, когда Cloo прекратил свою деятельность) поставщик телевидения Dish Network исключил Chiller из своего списка телеканалов, сославшись на то, что большая часть программ, ориентированных на повторы, была дублирована на других телеканалах и потоковых сервисах. Чуть позже другие телекомпании (Charter Communications, Verizon Fios и Mediacom) также отказались от Chiller.
Компания Cox Communications фактически прекратила вещание Chiller 8 ноября 2017 года, когда отказалась продолжать трансляцию канала в рамках новых соглашений о трансляции с NBCUniversal Cable Entertainment Group, убрав телеканал из нескольких региональных сетей Cox.
16 ноября 2017 года компания NBCUniversal официально подтвердила, что Chiller прекратит своё вещание 31 декабря того же года. Компания Google Fiber прекратила трансляцию Chiller 20 декабря 2017 года. Тем самым, 2-мя оставшимися провайдерами, транслировавшими Chiller до его закрытия, стали DirecTV и AT&T U-Verse. По итогам года рейтинг Chiller составил 127-е место из 136 телеканалов — в среднем 36 000 зрителей за вечер.
Chiller официально прекратил вещание около 23:59 по восточному времени 31 декабря 2017 года после показа фильма «Бабадук». После окончания фильма была представлена надпись: «Спасибо, что смотрели Chiller. Спокойной ночи!». После этого Chiller ушёл из эфира.

## Список программ
Программы, транслируемые на Chiller, относились к жанрам ужасов и триллера. Единственным оригинальным сериалом Chiller и по сей день остаётся сериал «Слэшер», который, после закрытия Chiller, начал транслироваться на стриминговом сервисе Netflix.

### Оригинальные сериалы
- «АААА зомби» (2016)[22]
- «Слэшер» (2016)[23]
- «Жестокие игры» (2012)[24]

### Приобретённые сериалы
- «Альфред Хичкок представляет» (1985—1989)
- «Полтергейст: Наследие» (1996—1999)
- «Кошмары Фредди» (1988—1990)
- «Пятница, 13-е» (1987—1990)
- «Мастера ужасов» (2005—2007)
- «Секретные материалы» (1993—2018)
- «Сумеречная зона» (1985—1989)
- «Баффи — истребительница вампиров» (1997—2003)
- «Твин Пикс» (1990—2017)
- «Быть человеком» (2011—2014)
- «Неизвестные лица» (2010)
- «Тысячелетие» (1996—1999)
- «Остров Харпера» (2009)